# Por ti (canción de Jeloz)
«Por ti», es una canción del artista colombiano Jeloz. Fue publicada por la discográfica “Cápsula Music” el 7 de noviembre de 2015.
El tema es conocido por ser parte de la banda sonora de la serie de televisión chilena Papá a la deriva. La canción ha sido presentada en vivo en Colombia, Chile, Ecuador, Perú y Estados Unidos, convirtiéndose en la canción más escuchada en Chile. De acuerdo con Procel, el tema se ha convertido en el favorito en su género de las radios ecuatorianas.
La compuso Gabriel Cruz (Wise) y el video fue filmado en República Dominicana por Gustavo Camacho.
- 21 top Billboard.[2][3]